# Тиняков Юхим Дмитрович
Юхим Дмитрович Тиняков (1893, Олексіївка, Зміївський повіт, Харківська губернія — 1918) — революціонер. Член Всеукраїнського Центрального Виконавчого Комітету ВУЦВК

## Життєпис
У 1912 році вступив до РСДРП і вів агітацію в профспілці кравців Харкова. З 1915 член Харківського комітету РСДРП (б). Був заарештований, але після Лютневої революції. У березні 1917 року звільнений з в'язниці і відразу після цього виступив на загальноміському мітингу на підтримку революції.
Увійшов до складу виконавчого комітету Харківської Ради робітничих і солдатських депутатів і Центрального виконавчого комітету Рад України.
У грудні 1917 року в якості комісара вступив до Першого харківського пролетарського загону (командир Мойсей Рухимович), 27 грудня відправився на Донбас проти військ генерала Каледіна. Потрапив в полон, де був розстріляний.
Ім'я Тинякова у 1922 році присвоєно заснованої в 1920 р Харківській швейній фабриці.